# Julio Aguilera
Julio César Aguilera Peña (Caracas, Venezuela, 28 de julio de 1961) es un pintor y escultor venezolano-estadounidense. Previamente a su carrera como artista, Aguilera fue campeón mundial de artes marciales y entrenador, que en 1987 fue galardonado con el sexto Dan en Kung Fu, cuando tenía sólo 26 años de edad.

## Datos biográficos

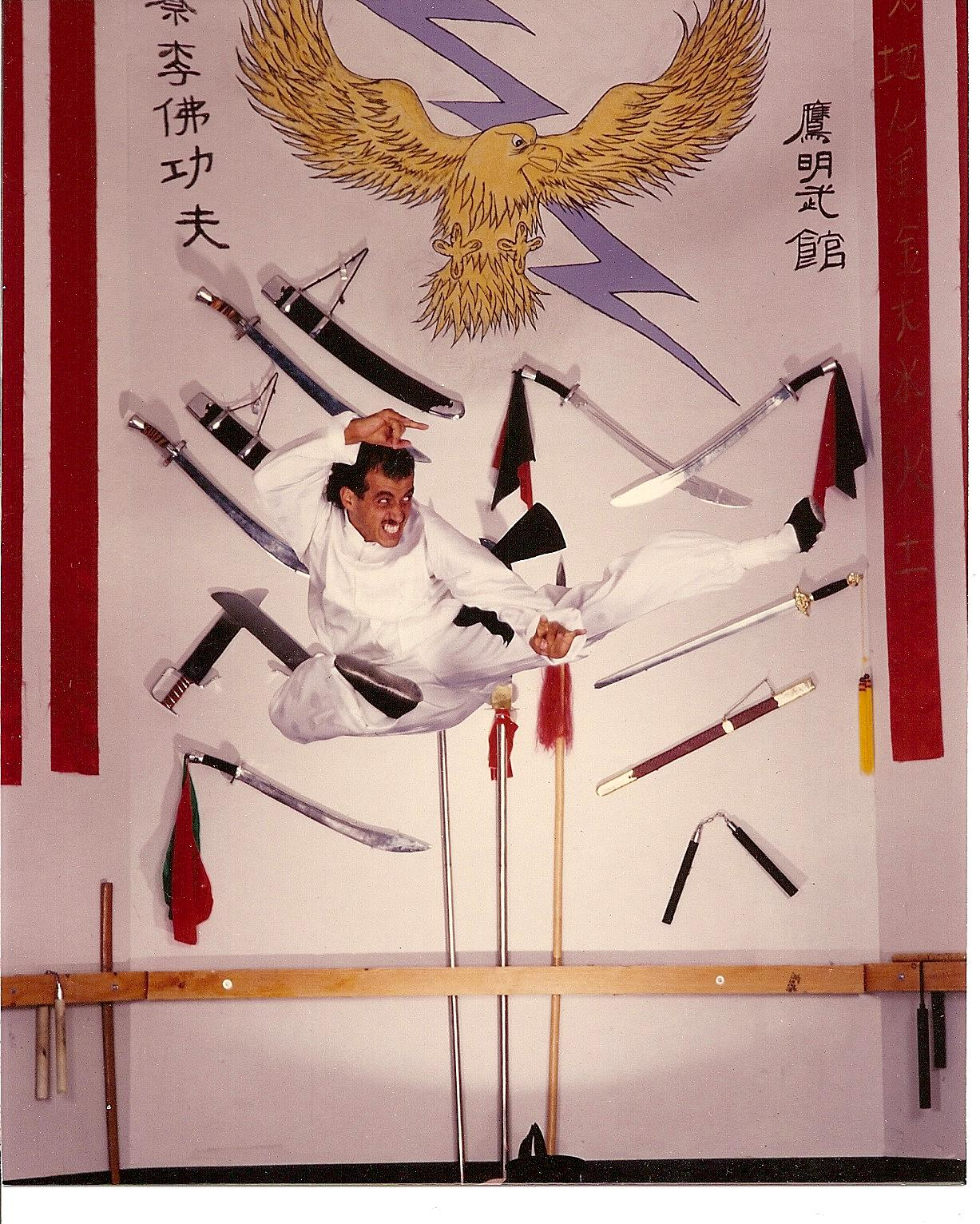
Julio Aguilera en una demostración de Kung Fu.

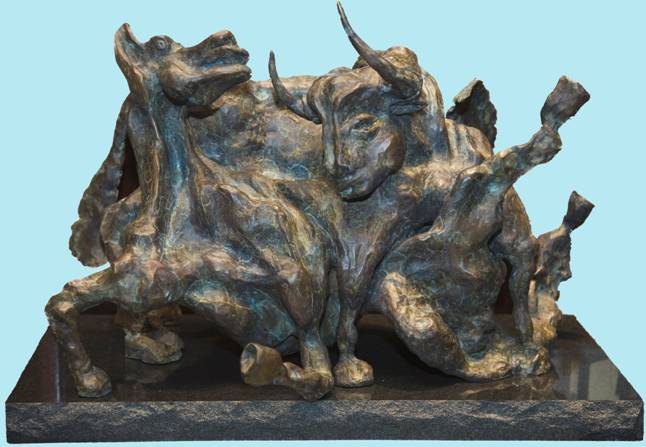
War and Peace. Bronce, 2004

Aguilera nació en Catia, uno de los barrios pobres que rodean Caracas. Su madre murió al dar a luz y fue criado por su abuela y otros parientes. A los 6 años, se gana la vida como Limpiabotas mientras asistía a la escuela primaria. Después de graduarse de la escuela secundaria en 1978 en el Colegio San Agustín, Julio estudió en el Instituto Pedagógico de Caracas.
Aguilera se sintió atraído por las artes desde que estaba en la escuela primaria, y comenzó a pintar a una edad temprana, después de que un pintor local le diese un puñado de pinceles y tubos usados medio vacíos de pintura al óleo. Sin embargo, aunque fuertes, sus inclinaciones artísticas tuvieron que posponerse durante varios años, mientras que Aguilera luchaba para salir de los barrios pobres. Durante este tiempo, pintó sobre todo por disfrute propio, regalando sus cuadros a amigos y familiares mientras se dirigía a la escuela. Mientras asistía al Instituto Pedagógico, Julio se matriculó en la Academia de Chan Lee Kam Fai, uno de los más renombrados entrenadores de artes marciales de Venezuela, sin saberlo Julio, conoció al que más tarde se convertiría en presidente de la Federación Venezolana de Artes Marciales Chinas y de la International Hung Sing Choy Li Fat Chan Kim Fay. Esta decisión temporal le separó de su carrera artística gracias al éxito que disfrutó como artista marcial.
En julio de 1978, Aguilera obtuvo el cinturón negro en el estilo Choy Li Fat de Kung-Fu, y durante ese año y el siguiente, participó en varios concursos y exposiciones internacionales, entre ellos el Campeonato Mundial de Muay thai en Manila, Filipinas, el Campeonato de Barehand (mano vacía), en China y el Abierto Internacional de Artes Marciales de Puerto Rico, que ganó en 1979. Desde ese año hasta 1981, permaneció en la isla caribeña, donde trabajó como entrenador en Santurce, hasta que fue elegido para codesarrollar el Top Spa Gym en Venezuela, el gimnasio de mayor éxito en Caracas en aquel momento, ubicado en el barrio de Las Mercedes. Dos años más tarde, formó parte del equipo de Artes Marciales de Venezuela en los Juegos Panamericanos de 1983 en la misma ciudad.
En 1983, Aguilera conoció y se casó con Janice Touht, una coreógrafa estadounidense que trabaja en el teatro local y la industria de la televisión. Con Touht abrió una academia multidisciplinar con baile y la formación de idiomas, dirigida por la misma Touht y otros profesionales venezolanos como Anita Vivas, Antonio Drijas y Betty Kaplan. Después de mucha fanfarria, la academia no duró un año y en 1984, Julio y su esposa se trasladaron a los Estados Unidos.
Tras una breve estancia en Nueva York, en 1985, Julio se trasladó a Diamond Bar, California, y abrió otra academia de artes marciales bajo el nombre de Eagle Lighting (águila de luz). Esta vez, el negocio fue un éxito y en pocos años abrió otras sucursales en Marina del Rey, San José y Sacramento. Fue mientras enseñaba artes marciales en California, cuando ganó el Campeonato del Mundo de Kung-Fu en mano desnuda en agosto de 1987. Ese mismo mes, fue galardonado con el 6 º Dan en Kung-Fu de China , I Ching Kung-Fu por la Federación Internacional de Kung Fu. A pesar de todos esos logros, Aguilera se retiró de las Artes Marciales en 1987, cerró las academias y se trasladó a Nueva York con su esposa. Durante los años siguientes flirteó con el mundo de los negocios de Nueva York, abriendo algunos negocios por sí mismo, pero el éxito de California no se repitió en Nueva York, donde se divorció de Janice Touht en 2001.
Durante sus años en California, Julio siempre mantuvo sus estudios dentro de la academia, donde pintó con cierto éxito. Después de los diferentes negocios fallidos, empezó a pintar profesionalmente alrededor de 1997. Ese año, compró cincuenta lienzos y en tres meses, desarrolló lo que se conoce como the Blue Series - la Serie Azul. Aguilera promovió estas obras a través de foros de la web y el Consulado de Venezuela en Nueva York, y en 2000 su obra fue expuesta en España, Argentina y Venezuela en exposiciones sin opción de venta.
Después de una exposición en el Consulado de Venezuela en 2003, Julio fue nombrado Agregado Cultural de Venezuela en Nueva York, cargo que ocupó hasta 2006. Al mismo tiempo, se convirtió en el director general de El Nuevo Cojo Ilustrado, una revista hispana de interés general con sede en Harlem; fue en esa época cuando comenzó a experimentar con el bronce, produciendo una serie de estatuas de su estudio de Nueva Jersey.
Acerca de su arte, los críticos son uniformes sobre el estilo de Aguilera. Son notorias las influencias de artistas españoles como Picasso, Goya, El Greco y Velázquez. De acuerdo con el crítico de arte Ed McCormack, jefe de redacción de la revista Gallery & Studio ", más que cualquier otro artista en la diáspora hispana, Aguilera ha traído sangre nueva, por así decirlo, para que la tradición siga siendo vital, incorporando no sólo el espíritu de España, sino también todo el botín cultural de los clásicos que el astuto viejo pirata, Picasso, atesoró en Francia, Italia y el Norte ".·

## Exposiciones recientes
- 2006 - Davidoff of Geneva. Ciudad de Nueva York.
- 2005 - Galería del Consulado de Venezuela, Ciudad de Nueva York.
- 2004 - Citibank Park Avenue. Ciudad de Nueva York.
- 2004 - Marriott Marquis, Ciudad de Nueva York.
- 2004 - Art. Atlanta. Atlanta Convention Center. Filadelfia, Pensilvania.
- 2004 - Thyme Gallery, Havertown, Pennsylvania.
- 2004 - Galería del Consulado de Venezuela, Ciudad de Nueva York.
- 2004 - Art Philadelphia, Philadelphia Convention Center, Filadelfia.
- 2004 - International ArtExpo. Jacob Javits Center, Ciudad de Nueva York.
- 2004 - Décor Expo International, Jacob Javits Convention Center, Ciudad de Nueva York.
- 2004 - Citibank. One Rockefeller Plaza, Ciudad de Nueva York.
- 2003 - Venezuelan Center, Ciudad de Nueva York.
- 2003 - Frames Works Galleries. Holland (Michigan).
- 2003 - Kandu Galleries. Holland, Michigan.
- 2003 - International Art Expo, Las Vegas, Nevada.
- 2003 - General Motors / GMC. East Hampton, Nueva York.
- 2003 - Art Chicago, - Navy Pier. Chicago, Illinois.
- 2003 - Art Atlanta, - Atlanta Convention Center. Atlanta, GA.
- 2003 - International ArtExpo. Jacob Javits Center , Ciudad de Nueva York.
- 2003 - Galleria West, Nueva Jersey.
- 2003 - Art Miami, Miami, Florida.
- 2003 - Latin Museum. Miami, Florida.
- 2002 - La Gallerie. East Elmhurst, Nueva York.
- 2002 - La Gallery. Ciudad de Nueva York.
- 2002 - Palm Springs International Art Fair. Convention center Palm Springs, California.
- 2002 - Feria Cuadro Madrid, España.
- 2002 - Venezuelan Consulate Gallery. Ciudad de Nueva York.
- 2001 - International Art Fair. Montreal, Canadá.
- 2001 - Galería del Consulado de Venezuela, Ciudad de Nueva York.
- 2001 - Art Atlanta. Atlanta Convention Center.
- 2001 - Richards. Greenwich, Connecticut.
- 2000 - Décor Expo International, Jacob Javits Center. Ciudad de Nueva York.
- 2000 - Feria Iberoamericana de Arte. Caracas, Venezuela.
- 2000 - ArtBa Feria de Arte Contemporáneo. Buenos Aires, Argentina.
- 2000 - Venezuelan Consulate Gallery, Ciudad de Nueva York.
- 1999 - Huntington Public Library, Huntington, Nueva York.
- 1999 - Cosi Public Display. Huntington, Nueva York.
- 1998 - Galleria Portal. Barcelona, España.